# 根特主教宫

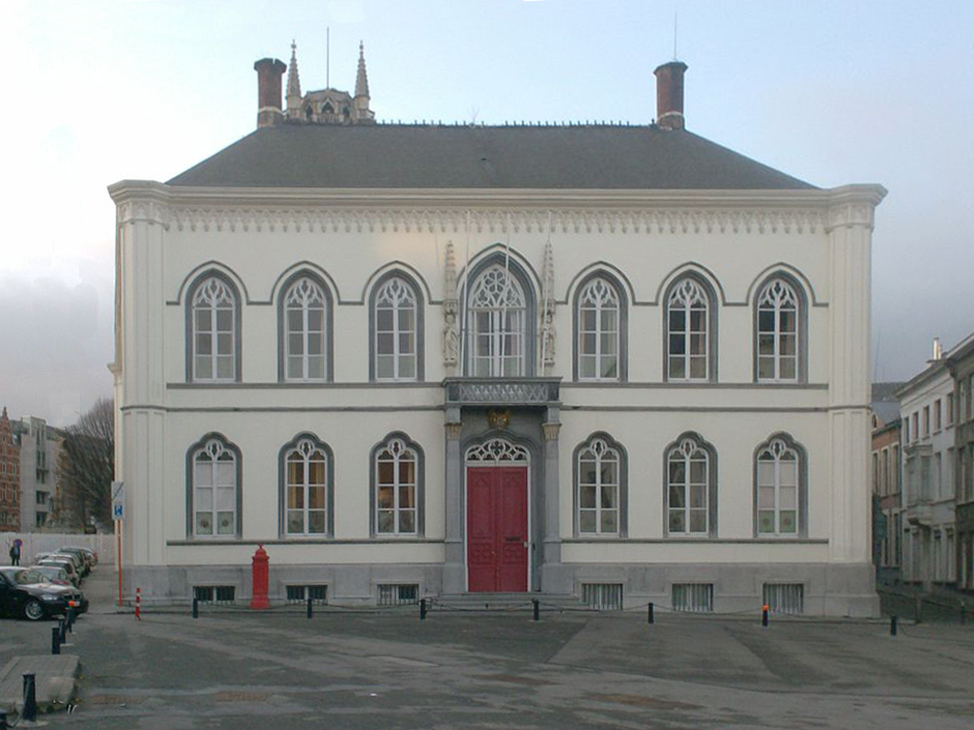
根特主教宫

根特主教宫（荷兰语：Bisschoppelijk Paleis van Gent）是天主教根特教区的行政总部，也是主教的住所。目前的建筑位于东佛兰德省省会根特的教区广场（荷兰语：Bisdomplein），现已列为文化遗产受到保护。